# Burg Berzé-le-Châtel

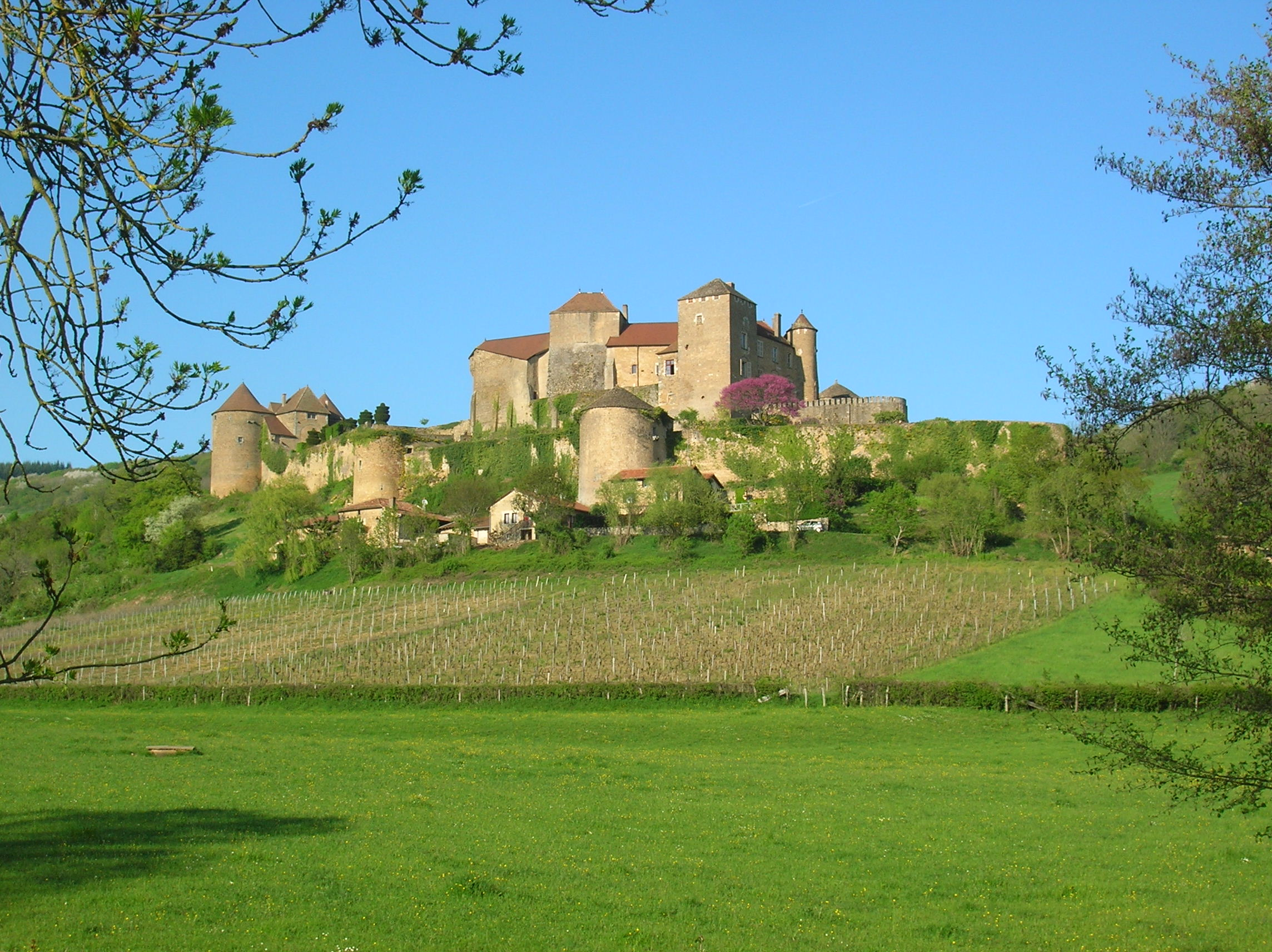
Burg Berzé-le-Châtel

Die Burg Berzé-le-Châtel, oder auch die Befestigung von Berzé-le-Châtel (französisch: Le château de Berzé ou forteresse de Berzé-le-Châtel), geht auf ein Castrum zurück, das im Jahr 991 in einem Chartular des Klosters Cluny erwähnt wurde. Sie gehört zur Ortschaft Berzé-le-Châtel im französischen Département Saône-et-Loire in der 2016 zusammengeschlossenen großen Region Bourgogne-Franche-Comté. Die Burg besteht aus einer Kernburg und einer Unterburg mit insgesamt 14 Türmen.

## Geschichtlicher Kontext
Aus dem Castrum entstand eine mittelalterliche Burg ab dem 10. Jahrhundert; der substanziell bedeutende Ausbau zum Forteresse-de-Berzé begann ab 1229 unter Fürst Hugues de Berzé. In den kriegerischen Zeiten des 15. Jahrhunderts war die Burg umkämpft und dann über zwei Jahrhunderte dem Verfall ausgesetzt. Zwar wurde die Anlage 1417 den Burgundern zugesprochen, aber 1420 von den Armagnacs eingenommen. Im Jahre 1424 wurde die Burg vom Herzog von Burgund Philipp dem Guten zurückerobert, der sie 1436 seinem Vasallen Macé de Rochebaron schenkt, der mit Philipps Tochter Philipote von Burgund geheiratet hattet. Im Jahr 1471 widerstand die Burg unter der Führung des Herzogs Karl des Kühnen von Burgund den Truppen von König Ludwig XI.
Ab dem frühen 19. Jahrhundert wurde der Komplex der Festung von Antonin Gérentet nach den Schäden aus den Kriegen wieder instand gesetzt und auch im Baustil nach dem Zeitgeist ausgebaut und mit Wohnhäusern versehen. Zur ursprünglichen Substanz gehören auch zwei Kapellen im spätkarolingischen Stil des 10. Jahrhunderts. Burg und Chateau Berzé-le-Châtel gelten als am besten erhaltene burgundische Burg. 1983 wurde sie unter Denkmalschutz gestellt.
Die Dreharbeiten des Filmes The Last Duel von Regisseur Ridley Scott fanden teilweise hier statt.

## Burganlage
Das Wesentliche der Burgsanlage ist die Konstruktion dreier hintereinander angeordneter und über Terrassen aufsteigender Wehrmauern, die multipolygonal über 300 m Länge errichtet wurden. Zur Anlage der Burgsmauern, die an der Basis 3 Meter breit sind, gehören heute noch dreizehn Wehrtürme, wobei ein ursprünglich dazu gehörender 14. Turm nicht mehr vorhanden ist. Aus dem 12. Jahrhundert sind noch ein Torgebäude mit Zugbrücke und Fallgitter gut erhalten.

## Eigentümer
Forteresse und Chateau Berzé-le-Châtel befinden sich nicht im Staatseigentum, sondern sind im Besitz der gräflichen Familie von Thy de Milly, die es als Weingut in den Weinbergen von Mâconnais betreibt und zugleich nicht auf etwas Obstbau verzichtet. Für Besucher soll es im Sommer geöffnet sein.

## Persönlichkeiten
- Landry de Berzé, von Mâcon (1073–1096)
- Hugues IV. de Berzé (um 1150/1155–1220), französischer Trouvère der 1201 am Vierten Kreuzzug und 1220 am Fünften Kreuzzug teilnahm. Als Autor der „Bible au seigneur de Barzil“, eines satirischen Gedichts von 838 Versen, kritisierte er die Sitten und Gebräuche seiner Zeit.
- Étienne III. von Berzé, Abt in Cluny von 1233 bis 1235
- René de Rochebaron, Comte de Berzé,
- Antoine d’Aumont de Rochebaron (1603–1669), Comte de Berzé
- Louis-Marie-Victor d’Aumont (1632–1704), Comte de Berzé
- Louis-Marie-Augustin d’Aumont (1709–1782), Comte de Berzé